# 森小路ミニパーキングエリア
森小路ミニパーキングエリア（もりしょうじミニパーキングエリア）は、大阪市旭区の阪神高速道路森小路線上にあるミニパーキングエリア。

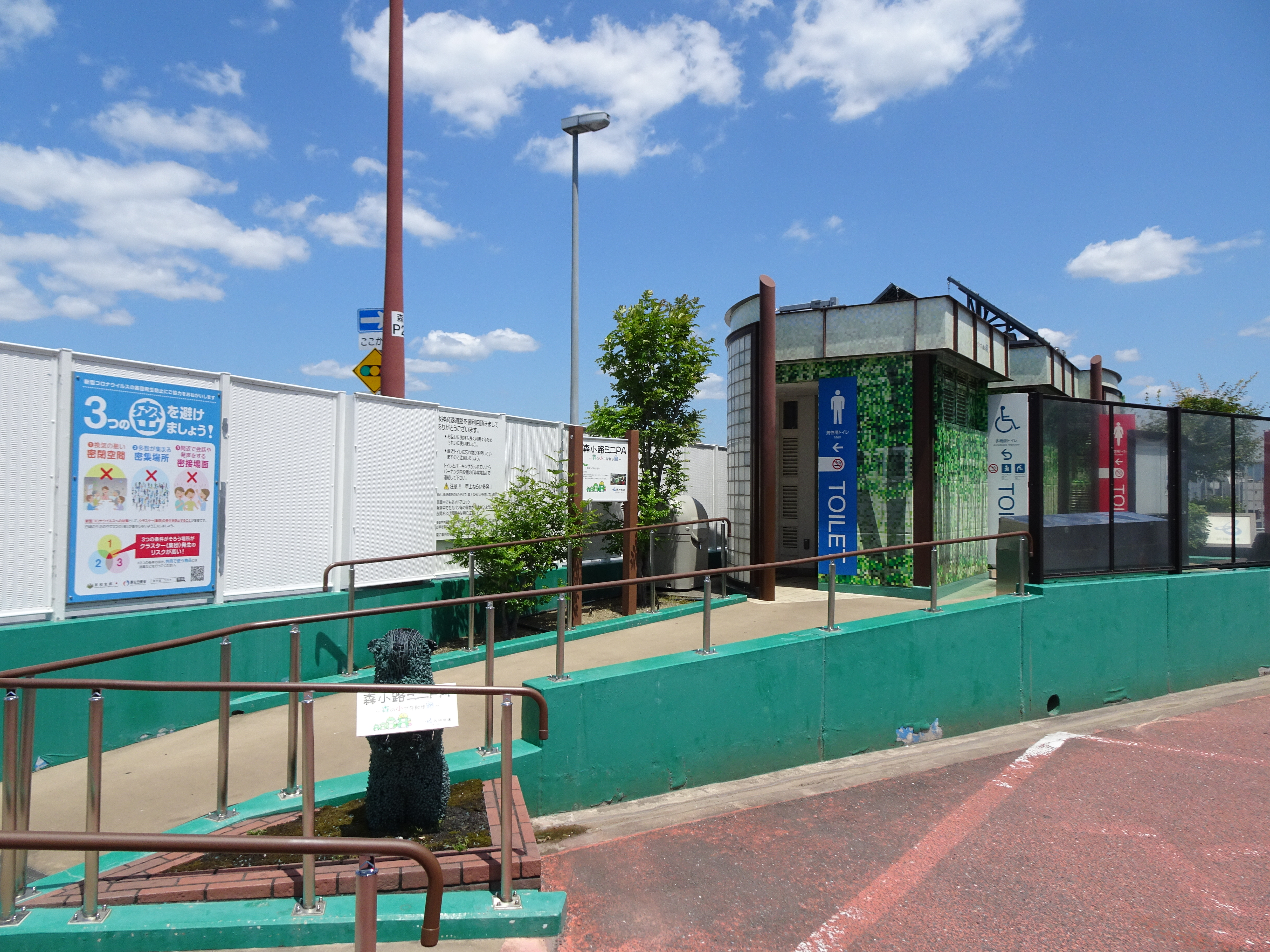
森小路ミニパーキングエリア

## 道路
- 阪神高速森小路線

## 施設

### 扇町出入口方面
- 駐車場
  - 大型：1台
  - 小型：4台
  - 身障者専用：1台
- トイレ 男大1(洋1):小2  女2(洋2)                   多機能トイレ 1
- 自販機

## 隣
阪神高速道路森小路線
城北JCT - 森小路ミニPA - (12-07)森小路出入口